# Thomas Höpker
Thomas Höpker (München, 10 juni 1936 – Santiago, 10 juli 2024) was een Duits fotograaf en lid van Magnum Photos. Hij werkte vanaf de jaren zestig voor onder andere het Duitse tijdschrift Stern.
Höpker stond bekend om zijn stijlvolle kleurenfoto's en documenteerde de vernietiging van het World Trade Center op 11 september 2001. Hij verwierf vooral in de jaren zestig bekendheid als fotojournalist met een passie voor het fotograferen van mensen.
Gedurende een groot deel van zijn carrière gebruikte Höpker Leica-camera's. In de jaren zeventig begon hij ook single-lens reflex camera's te gebruiken naast zijn Leica, waarbij hij de Leica gebruikte voor groothoekopnamen en Nikon of Canon-camera's met zoomlenzen. In 2002 begon hij digitale SLR-camera's te gebruiken.
Höpker woonde in New York met zijn tweede vrouw Christine Kruchen, met wie hij televisie-documentaires produceerde.
In 2017 werd bij hem de ziekte van Alzheimer vastgesteld. Hij overleed op 10 juli 2024 op 88-jarige leeftijd in Santiago aan de gevolgen van deze ziekte.